# Bilisht
Bilisht (alb. Bilisht; maked. Билишта, Bilišta), grad s oko 12 000 stanovnika. Glavni grad je Devollskog distrikta, jugoistočna Albanija. Udaljen je 9 km od granice s Grčkom. Najbliži grčki grad preko granice je Krystallopigi u prefekturi Florina. Grad se nalazi na 800–850 metara nadmorske visine. Ima kontinentalnu klimu s blagim ljetima i hladnim zimama.  Gradski nogometni klub je Bilisht Sporti. Na zadnjim lokalnim izborima makedonska manjina uspjela je izabrati jednog vijećnika u 17-članom Gradskom vijeću.